# Laakwerder Opvaart
De Laakwerder Opvaart (Fries: Leakwerter Opfeart) is een opvaart dat start ten noorden van Tolsum en eindigt in de Tzummervaart. Het kanaal dankt zijn naam aan de buurtschap waar het langs stroomt, Laakwerd.